# USS Fuller (DD-297)
USS Fuller (DD-297) là một tàu khu trục lớp Clemson được Hải quân Hoa Kỳ chế tạo vào cuối Chiến tranh Thế giới thứ nhất. Nó là chiếc tàu chiến đầu tiên của Hải quân Hoa Kỳ được đặt theo tên Đại úy Thủy quân Lục chiến Edward Fuller (1893–1918), người tử trận trong trận Belleau Wood trong Thế Chiến I. Trong thảm họa Honda Point vào ngày 8 tháng 9 năm 1923, Fuller bị đắm do va phải đá ngầm, xác tàu đắm của nó được tháo dỡ tại chỗ sau đó.

## Thiết kế và chế tạo
Fuller được đặt lườn vào ngày 4 tháng 7 năm 1918 tại xưởng tàu Union Iron Works của hãng Bethlehem Shipbuilding Corporation ở San Francisco, California. Nó được hạ thủy vào ngày 5 tháng 12 năm 1918, được đỡ đầu bởi cô Gladys Sullivan; và được đưa ra hoạt động vào ngày 28 tháng 2 năm 1920 dưới quyền chỉ huy của Hạm trưởng, Thiếu tá Hải quân R. E. Rogers.

## Lịch sử hoạt động
Sau một chuyến đi ngắn đến khu vực quần đảo Hawaii, Fuller đi đến cảng nhà của nó San Diego, California vào ngày 28 tháng 4 năm 1920, và bắt đầu một lịch trình huấn luyện đưa nó đi dọc theo vùng bờ Tây từ California đến Oregon. Từ tháng 2 đến tháng 3 năm 1923, nó tham gia các cuộc cơ động của Hạm đội Chiến trận tại vùng kênh đào Panama, rồi quay trở lại hoạt động thử nghiệm ngư lôi và thực hành tác xạ phòng không ngoài khơi San Diego.
Vào tháng 7 năm 1923, Fuller cùng với đội của nó đi lên phía Bắc để cơ động và sửa chữa tại Xưởng hải quân Puget Sound. Trên đường quay trở về nhà, trong chặng từ San Francisco, California đến San Diego vào đêm 8 tháng 9, những chiếc dẫn đầu trong đội hình đã va phải đá ngầm ngoài khơi Point Pedernales. Sai lầm của hoa tiêu dẫn đường cùng với thời tiết sương mù dày đặc đã dẫn đến tai nạn vốn được đặt tên là Thảm họa Honda Point. 
Fuller bị bỏ lại, và mọi thành viên thủy thủ đoàn đều được an toàn; con tàu sau đó bị vỡ làm đôi và đắm. Nó được cho xuất biên chế vào ngày 26 tháng 10 năm 1923.